# Flavia Julia Constantia
Flavia Julia Constantia, född okänt år, död 330, var en romersk kejsarinna, gift med kejsar Licinius. Hon var dotter till kejsar Constantius I Chlorus och syster till Konstantin den store.   
Flavia blev gift med Licinius av sin bror som en vänskapspakt under mötet mellan de båda kejsarna i Milano 313. Under makens och broderns konflikter från 316 stod hon på makens sida. Då Licinius 324 besegrades lyckades hon få Konstantin att spara hans liv och låta dem leva i Grekland som privatpersoner. År 325 gav Konstantin dock ändå order om att hennes man och son skulle avrättas. Flavia levde sedan vid sin brors hov, där hon fick titeln nobilissima femina och konverterade till kristendomen. 